# 赛义尼·孔切
赛义尼·孔切（法語：Seyni Kountché，1931年7月1日—1987年11月10日），尼日尔最高军事委员会主席、国家元首。出生于尼亚美方杜村。扎爾馬人。1949年应征入伍，在法国殖民军队服役，先后驻防印度支那和阿尔及利亚。1957~1959年在法国弗雷儒斯海外军官学校进修，毕业后获准尉军衔。尼日尔独立后，转入尼日尔军队。1965~1966年在巴黎学习，回国后任参谋长。1974年4月15日发动军事政变，推翻哈马尼·迪奥里政府。成立最高军事委员会，任主席、国家元首兼经济发展部长。